# Alan Browne
Pour les articles homonymes, voir Browne.
Alan James Browne, né le 15 avril 1995 à Cork, est un footballeur international irlandais qui évolue au poste de milieu de terrain au Sunderland AFC.

## Biographie

### En club
Le 1er janvier 2014, il rejoint le club de Preston North End. En 2015, il est avec cette équipe demi-finaliste du Football League Trophy, et remporte les play-offs de la troisième division anglaise.
Après 10 ans au club de Preston North End, le joueur rejoint le Sunderland AFC en EFL Championship le 11 juillet 2024.

### En équipe nationale
Avec la sélection des moins de 19 ans, il participe aux éliminatoires du championnat d'Europe des moins de 19 ans 2014.
Avec les espoirs, il joue les éliminatoires de l'Euro espoirs 2017.
Le 2 juin 2017, il fait ses débuts internationaux pour l'Irlande lors d'un match amical contre le Mexique.